# کنستانتینوفکا (شهرستان کولوندینسکی، سرزمین آلتای)
کنستانتینوفکا (به لاتین: Konstantinovka) یک منطقهٔ مسکونی در روسیه است که در سرزمین آلتای واقع شده‌است.